# 恩托爾蘇拉鄉
44°07′N 23°35′E / 44.117°N 23.583°E
恩托爾蘇拉鄉（羅馬尼亞語：Comuna Întorsura, Dolj），是羅馬尼亞的鄉份，位於該國西南部，由多爾日縣負責管轄，處於布加勒斯特以西200公里，每年平均降雨量988毫米，海拔高度81米，2007年人口1,564。